# 杉山茂樹 (スポーツライター)
杉山 茂樹（すぎやま しげき、1959年7月8日 - ）は静岡県御殿場市出身、東京都渋谷区在住のスポーツライター。

## 来歴
大学卒業後フリーライターとして執筆活動を始める。スポーツライターになったきっかけは、大学時代に広告代理店でアルバイトしており、そこで出入りしていたサッカー専門誌を扱う出版社からそこでのアルバイトを誘われたことである。好きなサッカーを種に仕事をすることを幸せに感じたと同時に、ファンの人たちに、自分なりの視点でサッカーを伝えられることに喜びを感じたという。

## 人物
自身を「逆張り記事のプロ」と称している。
日本サッカーの補欠問題を課題にあげ、『4-2-3-1』（光文社新書）などで「4-2-3-1」などの数字を中心としたシステム分析を行う。公式ブログでは学生時代にサッカーとフットサル等の経験があると語っている。
南アフリカW杯まで指揮を執った岡田武史の日本代表監督としての手腕に一貫して批判的であった。2009年に著した『日本サッカー偏差値52』では「サッカー偏差値」なる持論を提唱して「偏差値50前後なら十分チャンスがあるが、世界の強豪は全て偏差値60以上で固まっている。偏差値52の日本がW杯でベスト4を狙うなどと軽々しく言えるはずがない。今すぐ家庭教師をつけて必死に勉強しないと大変ですよ」と主張した。
南アフリカW杯開幕前、「ライターとしての真価が問われている」として日本代表の本大会でのグループステージ3戦全敗もあり得ると予想し、ブログでベスト16に入った場合は自身の見る目のなさを認め、お詫びのコラムを書くと述べた。日本代表が第1戦のカメルーン戦に勝利した後も、残りの2試合で勝ち点1を奪う可能性さえ40%以下と予想していたが、日本代表は第3戦のデンマーク戦に勝利してグループステージを突破した。しかし、杉山は謝罪記事を書くことなく、グループリーグ突破以降もパラグアイ戦で消極的な戦いをしたとして岡田監督に批判的な記事を書いた。その後、著書『日本サッカー現場検証』の前書きでようやく岡田に対する謝罪を行った。南アフリカW杯における自身の執筆スタンスについて、現地の空気感を伝えることで日本国内でのアゲアゲ報道とのバランスを取っているのだと説明した。
なお、南アフリカW杯決勝のオランダ対スペインの試合を3-1でオランダの勝利と予想したが、結果は1-0でスペインの勝利であった。

## 著書
- 『ドーハ以後 世界のサッカー革新のなかで』（文藝春秋）1998年5月。ISBN 978-4163540207
- 『サッカーだけじゃ、つまんない。』（ビクターブックス）2000年2月。ISBN 978-4893891662
- 『ヨーロッパ・サッカー完全選手名鑑』（ザ・マサダ）2001年1月。ISBN 978-4883970636
- 『闘う都市 欧州クラブサッカー戦線記』（文藝春秋）2001年7月。ISBN 978-4163575803
- 『闘う国家 21世紀サッカー新勢力図』（文藝春秋）2002年7月。ISBN 978-4163587608
- 『失われた日本代表―欧州発・勝つためのサッカー哲学』（廣済堂出版）2002年5月。ISBN 978-4331508961
- 『熱狂 ワールドカップ2002、夢のような31日間』（廣済堂出版）2002年8月。ISBN 978-4408611006
- 『欧州クラブ戦線異状あり! 真の王者決定戦への誘惑』（廣済堂出版）2002年9月。ISBN 978-4331508541
- 『欧州サッカー選手名鑑〈2002‐2003〉』（廣済堂出版）2003年2月。ISBN 978-4331509487
- 『欧州サッカー選手名鑑〈2003‐2004〉』（廣済堂出版）2003年12月。ISBN 978-4331510193
- 『欧州サッカー選手名鑑〈2004‐2005〉』（廣済堂出版）2005年2月。ISBN 978-4331510834
- 『ワールドカップが夢だった』（ダイヤモンド社）2005年12月。ISBN 978-4478960981
- 『杉山茂樹編欧州サッカー選手名鑑 2005-2006』（廣済堂出版）2006年2月。ISBN 978-4331511428
- 『サッカー世界基準100 日本人だけが知らないサッカーツウ!の常識』（実業之日本社）2006年4月。ISBN 978-4408611365
- 『欧州サッカー・クラブ&代表カラー選手名鑑2006-2007』（廣済堂出版）2006年9月。ISBN 978-4331800966
- 『杉山茂樹の史上最大サッカーランキング』（廣済堂出版）2007年11月。ISBN 978-4331512739
- 『サッカー番長0号 ヨイショ記事にはもう飽き飽きだ』（飛鳥新社）2008年2月。ISBN 978-4870318380
- 『4‐2‐3‐1 サッカーを戦術から理解する』（光文社新書）2008年3月。ISBN 978-4334034467
- 『サッカー番長杉山茂樹・オールナイトサッカー』（コスミック出版）2009年3月。ISBN 978-4774752389
- 『日本サッカー偏差値52』（実業之日本社）2009年3月。ISBN 978-4408452043
- 『「決定力不足」でもゴールは奪える』（双葉社）2009年12月。ISBN 978-4575153507
- 『杉山茂樹のワールドサッカー「4-2-3-1」観戦ツアー』（河出書房新社）2010年2月。ISBN 978-4309271637
- 『チャンピオンズリーグ決勝 バルサ対マンU 「世界最高の一戦」を読み解く』（光文社新書）2010年3月。ISBN 978-4334035570
- 『サッカー「見るプロ」になれる! 50問50答』（三笠書房）2010年4月。ISBN 978-4837965480
- 『日本サッカー現場検証』（実業之日本社）2010年10月。ISBN 978-4408452999
- 『通も知らない サッカーの鉄板常識』（中経出版）2010年12月。ISBN 978-4806139317
- 『3-4-3 ～究極の攻撃サッカーを目指して～』（集英社）2011年4月。ISBN 978-4087806199
- 『ザックジャパン 「頭脳的サッカー」で強豪は倒せる』（PHP研究所）2011年7月。ISBN 978-4569795911
- 『ザックJAPAN 3つの選択』（エイ出版）2011年8月。ISBN 978-4777919949
- 『「ドーハ以後」ふたたび 世界から見た日本サッカー20年史』（PHP研究所）2012年6月。ISBN 978-4569805207
- 『サッカー日本代表「史上最強」のウソ』（宝島社）2013年1月。ISBN 978-4800206497
- 『敗北を恐れぬ監督たち 結果至上主義からの脱出』（実業之日本社）2013年3月。ISBN 978-4408454337
- 『脱「スポーツ貧国・ニッポン」』（PHP研究所）2013年5月。ASIN B00CY3EAZM
- 『サッカー布陣図鑑 観戦力を鍛える41のフォーメーション』（廣済堂出版）2014年4月。ISBN 978-4331518274
- 『「負け」に向き合う勇気 日本のサッカーに足りない視点と戦略』星海社新書（講談社）2014年4月。ISBN 978-4061385511
- 『崩壊以後 日本サッカーは監督を変えるだけでは変わらない』（実業之日本社）2014年9月。ISBN 978-4408455167
- 『攻撃的サッカー』（PHP研究所）2015年10月。ISBN 978-4569826776
- 『サッカー監督図鑑 世界と日本の現役サッカー監督176人のすべて』（廣済堂出版）2016年10月。ISBN 978-4331520659
- 『36.4%のゴールはサイドから生まれる SOCCER GAME EVIDENCE』（実業之日本社）2018年6月。ISBN 978-4408338019